# Школа юнкоров
Школа юнкоров — организация (кружок) обучения школьников, желающих научиться азам журналистики и впоследствии связать свою жизнь с профессией журналист. Школа юнкоров чаще всего организовывается при каком-нибудь действующем печатном издании (газете или журнале). Занятия проводят практикующие журналисты. Название пошло от слова «юнкор», то есть юноша, подросток, корреспондирующий в какую-н. газету. (Составлено из сокращения слов: юный и корреспондент.); также словом юнкор «Пионерская правда» называла корреспондентов-школьников, сегодня это слово означает — юный, начинающий корреспондент или юный журналист.

## Из жизни знаменитых юнкоров
Известный телевизионный журналист России Леонид Парфенов, бывший главный редактор журнала «Русский Newsweek» закончил в своё время школу юнкоров. В одном из интервью журналу «Власть» Леонид Парфенов сказал: «Я в 1973 году получил грамоту 'Лучшему юнкору „Пионерской правды“', меня ничем в журналистике не удивить» .
- Интервью Леонида Парфенова юному корреспонденту «Огонька»
- Воспоминания об участнике организации «Молодая гвардия» города Краснодона Викторе Третьякевиче .